# Das Norwegische Holzhaus

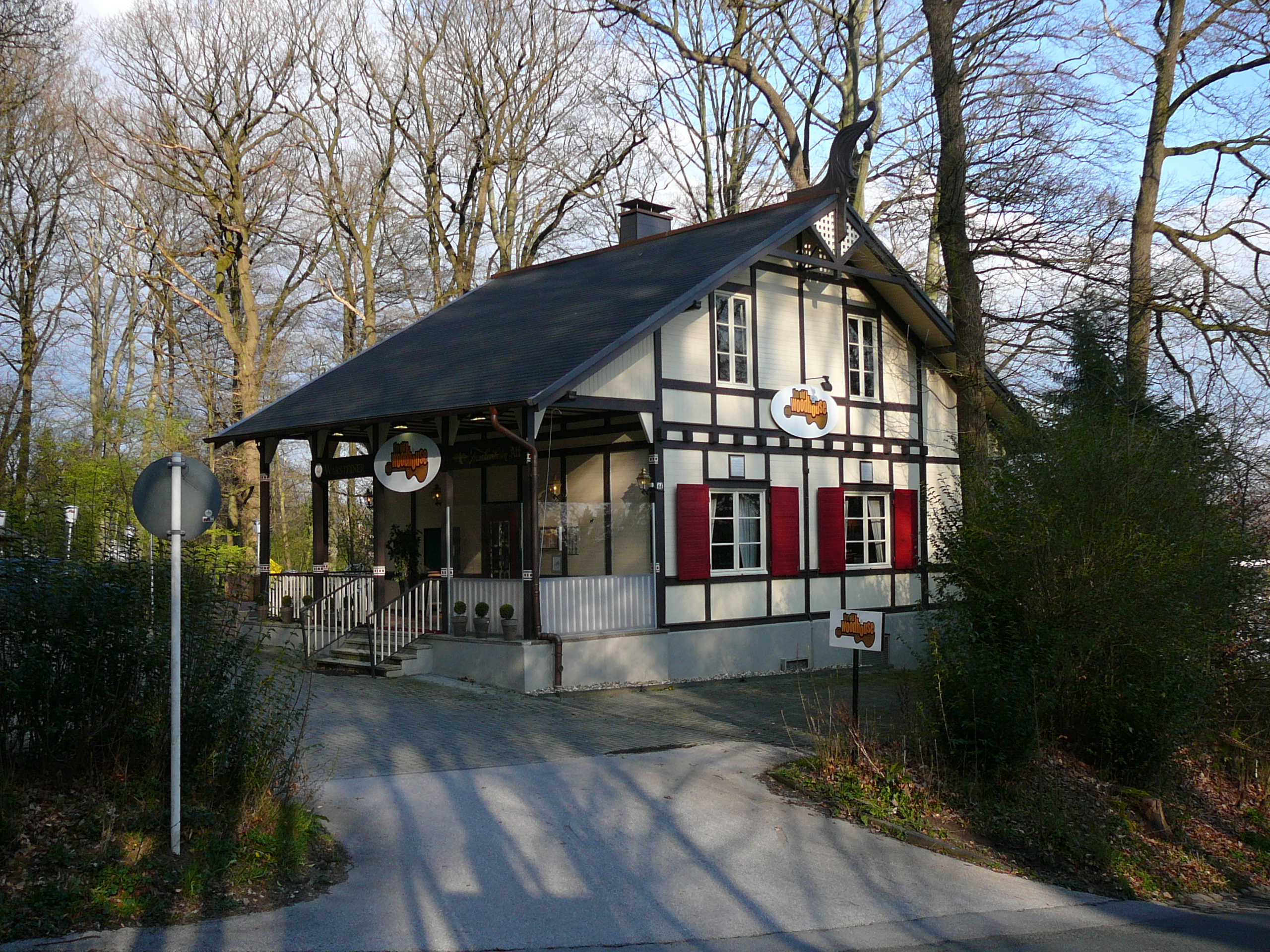
Südwestliche Fassade

Das Norwegische Holzhaus ist ein unter Denkmalschutz stehendes Gebäude im Wuppertaler Stadtbezirk Uellendahl-Katernberg am Rande des Mirker Hains. Es trägt die Hausanschrift Kohlstraße 64.
Das Haus wird vielfach als das erste Fertighaus Deutschlands beschrieben. Die Untere Denkmalbehörde Wuppertals formuliert diesen Sachverhalt so: „Das genannte Objekt ist das älteste bekannte Fertighaus in Wuppertal und eines der frühesten Beispiele eines Fertighauses in Deutschland, insofern ist das Gebäude bedeutend für die Architekturgeschichte.“

## Beschreibung

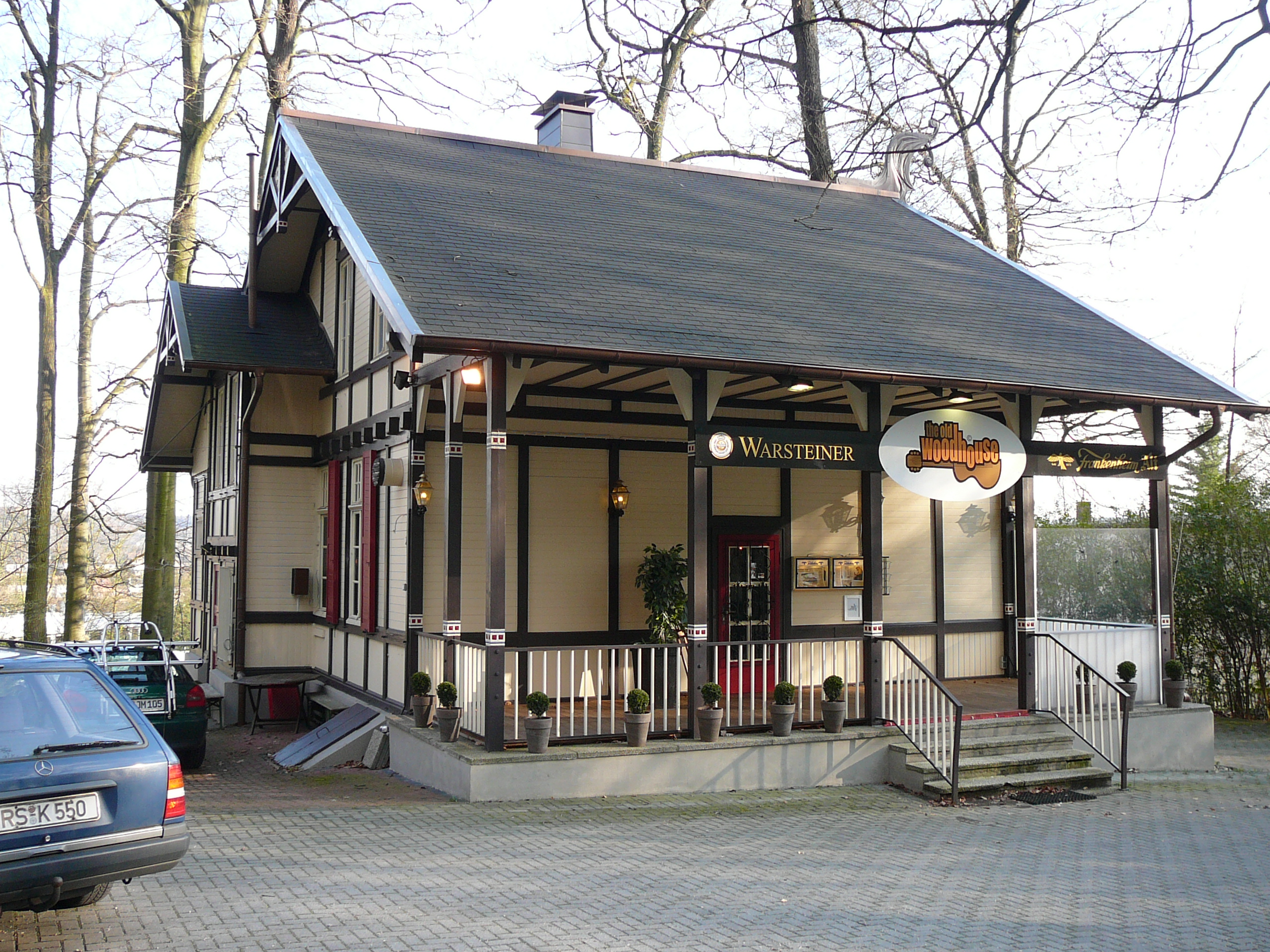
Nordwestfassade mit Terrasse

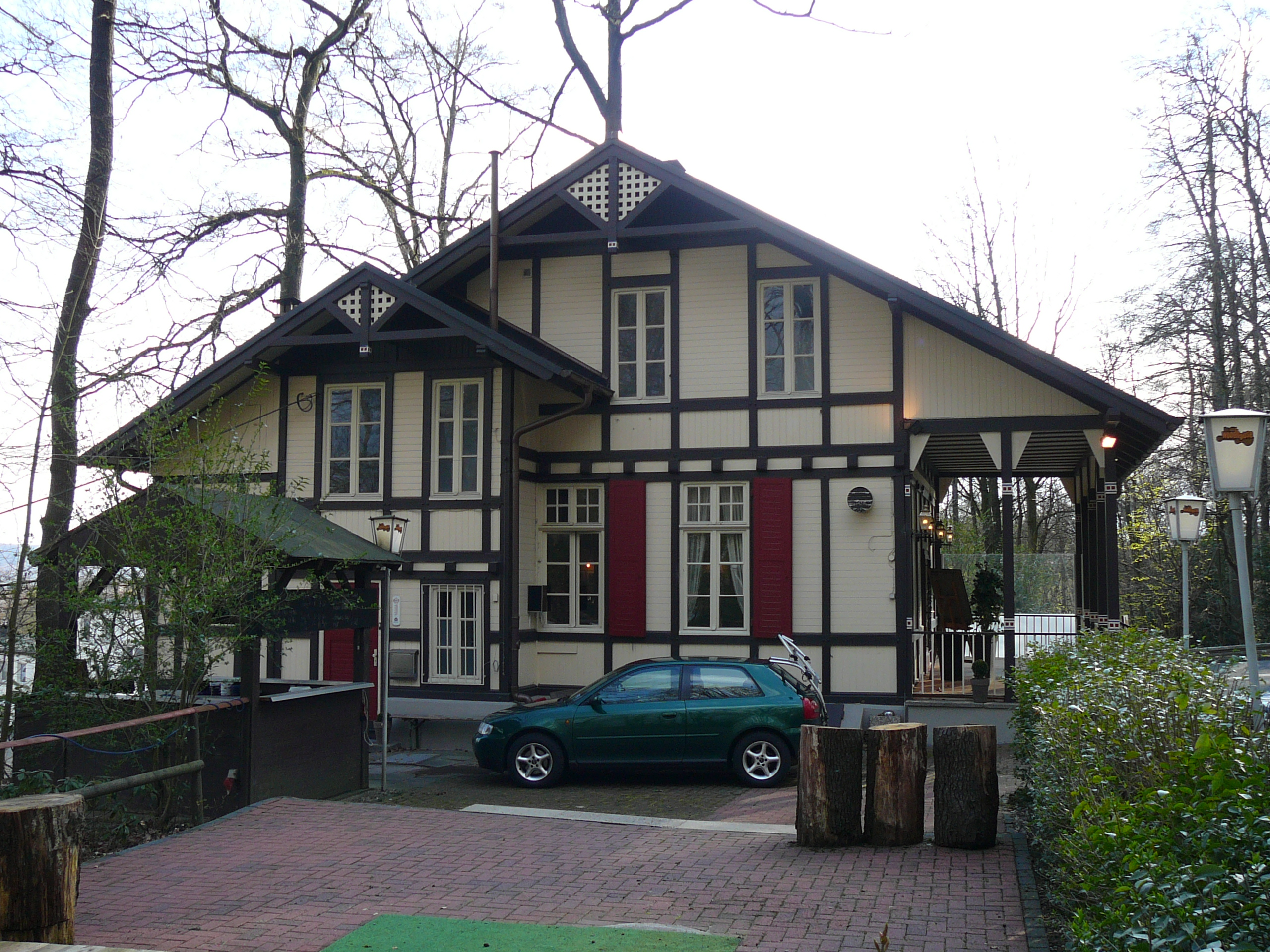
Nordöstliche Fassade

Das Holzfertighaus ist ein giebelständiges, eingeschossiges Haus mit Satteldach. Auf einem massiven, verputzten Sockel wurde die Fachwerkkonstruktion errichtet, die ursprünglich mit einer dreifachen Wandschalung ausgefüllt war. Die Gefache sind mit Brettlagen ausgestattet. 
Die südwestliche Giebelseite mit ihren zwei Achsen ist zur Kohlstraße ausgerichtet. Die zweiflügeligen Fenster sind im Erdgeschoss mit roten Schlagläden versehen. Das Dach ist schwebegiebelartig vorgezogen und zusätzlich mit Ziergliederungen geschmückt.
Auf der nordwestlichen Seite befindet sich auf der gesamten Breite die nachträglich erstellte Terrasse. Sie wird von dem abgeschleppten Dach überdeckt, das auf hölzernen Außenstützen ruht. Eine kleinere Freitreppe führt mittig zu der Terrasse und zu dem Hauseingang. Die Eisengeländer an der Treppe ersetzen nun die ursprünglichen Holzgeländer.
Ein linksseitiger Giebelrisalit befindet sich auf der nordöstlichen Seite, der das Bild der Fassade bestimmt. Dieser Risalit gliedert sich in zwei Achsen, wobei die linke Achse einen weiteren Hauseingang beinhaltet. Rechts vom Risaliten ist die Fassade auch in zwei Achsen gegliedert, die Fenster der beiden Etagen sind aber nicht aufeinander bezogen. Wie auch auf der südwestlichen Seite sind die zweiflügeligen Fenster im Erdgeschoss mit roten Schlagläden versehen und das Hauptdach und das Risalitdach schwebegiebelartig vorgezogen.
In der südöstlichen Traufwand sind die Oberlichter der Toilettenräume, die Mitte des 20. Jahrhunderts an das Gebäude angebaut worden waren.

## Geschichte

### Erwerb und Aufstellung
Der Bankier August Freiherr von der Heydt entdeckte das Haus 1900 bei seinem Besuch der Weltausstellung in Paris. Heydt erwarb das Gebäude und ließ es nach dem Ende der Weltausstellung 1901 mit der Bahn in die damals eigenständige Stadt Elberfeld versetzen. Als Standort wurde eine Stelle im Mirker Hain neben einem unter dem Namen „Waldhaus Sanssouci“ bekannten Tanzsaal ausgewählt, der heute nicht mehr existiert. 
Es sollte schon früh als Restaurationsgebäude bzw. Ausflugsgaststätte dienen. Deswegen erhielt es zusätzlich auf der Nordwestseite eine überdachte Terrasse. 1905 wurde „Das Norwegische Holzhaus“ als Gastronomiebetrieb eröffnet.
Auf den Weltausstellungen wurden um die Jahrhundertwende zahlreiche Fertighäuser gezeigt, die dann an anderen Standorten wieder aufgebaut wurden. Hauptsächlich handelte es sich um Holzfertighäuser norwegischer Architekten, die vom norwegischen Heimatstil geprägte Häuser planten. Das Norwegische Holzhaus war ursprünglich als Wohnhaus konzipiert.
Am 19. November 1992 wurde das Bauwerk unter Baudenkmalschutz gestellt.

### Heutige Nutzung
Das Haus wurde von von der Heydt in den 1950er Jahren der Stadt Wuppertal geschenkt und ist seit 1996 im Immobilienbestand der Gemeinnützigen Wohnungsbaugesellschaft Wuppertal (GWG).
Nachdem das Haus im Laufe der Zeit wechselnde Pächter hatte, betrieb ab Mai 2006 eine Pächterin das Restaurant unter dem Namen „The Old Woodhouse“. Die Küche war rustikal-amerikanisch orientiert. Gelegentlich wurde live amerikanische Musik mit dem Schwerpunkt Genre Blues dargeboten.
Seit Oktober 2008 war das Haus geschlossen. Ältere Wasserschäden hatten den Betrieb vorübergehend unmöglich gemacht. Anfang 2009 trat im Haus ein neuer Wasserschaden auf. In der Frostperiode der Renovierung muss eine Wasserleitung geplatzt sein. Daraufhin wurde das Haus von der GWG entkernt. Bei der Sichtbarmachung der Schäden tauchten viele alte Substanzprobleme auf. Decken, Böden und Wände mussten erneuert werden.
Die Arbeiten zogen sich bis 2011 hin, anschließend wurde ein neuer Pächter gesucht. Seit Sommer 2015 werden die Renovierungsarbeiten fortgesetzt.
Im Mai 2018 residiert ein Versicherungsbüro im Gebäude.